# Tyringe
Tyringe je švédské sídlo, které leží ve vnitrozemí kraje Skåne. K 31. prosinci 2010 mělo město 4658 obyvatel.

## Historie
Poprvé je zmíněno v roce 1530. V roce 1658 spolu se zbytkem Skåne v rámci roskildského míru změnil stát, do kterého patřil, z Dánska na Švédsko. V roce 1875 začal růst města v souvislosti s napojením na železnici Hässleholm – Helsingborg. Ve 20. století se stalo známým díky lázním.